# Liste der Stolpersteine in Taunusstein
Diese Liste der Stolpersteine in Taunusstein führt die vom Künstler Gunter Demnig verlegten Stolpersteine in Taunusstein auf. Mit ihnen soll Opfern des Nationalsozialismus gedacht werden, die in Taunusstein lebten und wirkten.
Bei zwei Verlegungen von Stolpersteinen in Taunusstein am 22. Juni 2022 und am 19. September 2023 wurden neun Stolpersteine verlegt, um der Opfer zu gedenken.

## Verlegte Stolpersteine
| Adresse, Lage     | Verlegedatum  | Name, Inschrift | Bild | Biografien und Anmerkungen |
| ----------------- | ------------- | --- | ---- | -------------------------- |
| Weiherstraße 13 · | 22. Juni 2022 | HIER WOHNTE JOSEFINE RUFINE NASSAUER GEB. SIMON JG. 1857 UNFREIWILLIG VERZOGEN 1942 WIESBADEN DEPORTIERT 1942 THERESIENSTADT ERMORDET 18.9.1942 |      |                            |
| Weiherstraße 13 · | 22. Juni 2022 | HIER WOHNTE SIEGFRIED NASSAUER JG. 1885 DEPORTIERT 1942 ERMORDET IM BESETZTEN POLEN                                                             |      |                            |
| Weiherstraße 13 · | 22. Juni 2022 | HIER WOHNTE ROSA NASSAUER GEB. KAHN JG. 1884 DEPORTIERT 1942 ERMORDET IN SOBIBOR                                                                |      |                            |
| Weiherstraße 13 · | 22. Juni 2022 | HIER WOHNTE JAKOB NASSAUER JG. 1895 DEPORTIERT 1942 MAJDANEK ERMORDET 10.7.1942                                                                 |      |                            |
| Weiherstraße 13 · | 22. Juni 2022 | HIER WOHNTE FRITZ ´FRED´ KAHN JG. 1932 FLUCHT 1938 MIT HILFE BELGIEN WECHSELNDE WOHNORTE ÜBERLEBT                                               |      |                            |
| Stiftstraße 1 ·   | 19. Sep. 2023 | HIER WOHNTE SALLY KAHN JG. 1880 FLUCHT 1935 ARGENTINIEN                                                                                         |      |                            |
| Stiftstraße 1 ·   | 19. Sep. 2023 | HIER WOHNTE ROSA KAHN JG. 1910 FLUCHT 1935 ARGENTINIEN                                                                                          |      |                            |
| Stiftstraße 1 ·   | 19. Sep. 2023 | HIER WOHNTE ALBERT KAHN JG. 1913 FLUCHT 1935 ARGENTINIEN                                                                                        |      |                            |
| Stiftstraße 1 ·   | 19. Sep. 2023 | HIER WOHNTE MARGARETHE KAHN JG. 1919 FLUCHT 1935 ARGENTINIEN                                                                                    |      |                            |